# هرمان فوغل
هرمان فوغل (بالألمانية: Hermann Vogel) هو رسام توضيحي ألماني، ولد في 16 أكتوبر 1854 في بلاوين في ألمانيا، وتوفي في 22 فبراير 1921 في Burgstein ‏ في ألمانيا.